# Furu-Awa
Furu-Awa est une commune du Cameroun située dans la région du Nord-Ouest et le département du Menchum, à la frontière avec le Nigeria.

## Population
Lors du recensement de 2005, la commune comptait 13 997 habitants, dont 1 501 pour Furu-Awa proprement dit.

## Structure administrative de la commune
Outre Furu-Awa proprement dit, la commune comprend les villages suivants  :
- Akum
- Badji
- Biando I
- Biando II
- Edzong
- Furu Bana
- Kpep
- Lebo
- Lubu
- Nangwa
- Nkang
- Nser
- Old Furu Bana
- Sambari
- Toncka
- Turuwa